# Плевако Петро Антонович
Плевако Петро Антонович (1888, Дворічна, Харківська губернія — 4 лютого 1986, Париж, Франція) — громадський, політичний і церковний діяч, член Української Центральної Ради.

## Біографія
Навчався у Харківській другій чоловій гімназії (з 1917 — перша українська чоловіча гімназія імені Бориса Грінченка).
Закінчив Харківський університет. Працював в канцелярії адвоката Миколи Міхновського.
Під час Української революції 1917—1921 рр. обраний членом Української Центральної Ради від української громади Москви. Член ЦК Української партії соціалістів-революціонерів.
Кандидат у члени Всеросійських Установчих Зборів від УПСР.
Працював директором департаменту Міністерства шляхів УНР та заступником голови Українського комітету залізничників.
Після революції опинився на еміграції — спочатку — у Відні, потім у Парижі, де організовує власну туристичну фірму.
У Парижі розгортає активну громадську діяльність. Організував збір коштів для придбання приміщення для Української православної церкви у Парижі, очолював Братство Св. Симона у Парижі. Заснував Фундацію Петра та Марії Плеваків.
З 1953 р. — постійний член Митрополітальної Ради УАПЦ, учасник усіх Соборів УАПЦ, голова Організаційної комісії для підготовки надзвичайного Собору УАПЦ 1973 року.
Профінансував видання творів свого молодшого брата Миколи Плевака — видатного філолога й дослідника української літератури, а також збірку сатиричних есеїв Р. Рахманного «Червоний сміх над Києвом». Він також брат відомого економіста й дитячого письменника Олександра Плевако. Підтримував також європейський відділ Наукового товариства імені Шевченка

## Родина
Дружина — Марія Абрамова (Плевако).
Брат - літературознавець та бібліограф Микола Плевако (1890-1941), знищений сталінським режимом.
Брат - дитячий письменник, секретар академіка А. Кримського Олександр Плевако (1899-1900), який довгі роки провів на засланні.

## Твори
Плевако П. З минулого нашої родини (спогад) / П. Плевако // Плевако М. А. Статті, розвідки й біобібліографічні матеріали. — Нью-Йорк; Париж, 1961.
Плевако П. Сім днів у Харкові весною 1917 року. (Спогади).